# لويس فريزر
لويس فريزر (بالإنجليزية: Louis Fraser)‏ (و. 1810 – 1866 م) هو عالم حيواني، وعالم طيور من المملكة المتحدة . ولد في المملكة المتحدة .
توفي عن عمر يناهز 56 عاماً.